# フェデックスカップ
フェデックスカップ (FedEx Cup) は男子ゴルフPGAツアーのシリーズトーナメントの名称。2005年11月に発表され、NASCARカップ・シリーズ同様、ポイントで年間の総合優勝を争う。フェデックスがスポンサーである。

## レギュラーシーズン
ザ・セントリー (1月) からウィンダム選手権 (8月) までがレギュラーシーズンとなり、選手は各大会での最終順位に応じてFedEx Cupポイント (以下：ポイント) を獲得する。なおカットラインに届かず各大会の最終日までプレーできなかった場合は原則0ポイントとなる。
各大会の優勝ポイントは、通常の大会では500 (4500) ポイント。ただしメジャー選手権 (4大会) とプレーヤーズ選手権は750 (4950) ポイント、シグネチャーイベントは700ポイント加算される。また、チューリッヒ・クラシックのみ400点、全英オープンとシグネチャーイベントの同週に行われるPGAツアーについては300点となる。※括弧内は2007-2008年のポイント配分
レギュラーシーズン終了後、ポイント上位選手にはボーナス賞金 (1位は800万米ドル) が授与される。ポイント上位70位までの選手がフェデックスカップ・プレーオフに進出し、同時に翌シーズンのPGAツアーシード権を獲得する。2017-18シーズン以後、フェデックス杯の最終戦「ザ・ツアーチャンピオンシップ」の優勝者がそのままフェデックスカップ総合優勝、並びにPGA賞金王を同時に得られることができるようになった。

## プレーオフ

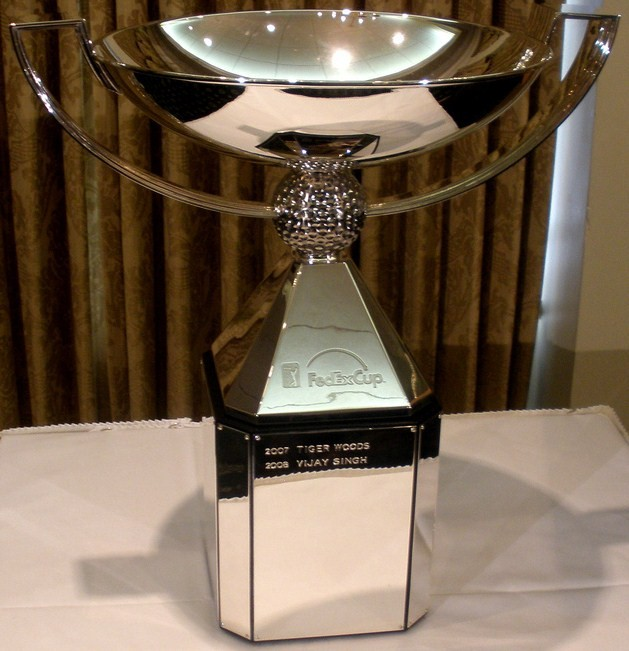
トロフィー

フェデックスカップ・プレーオフからサバイバルとなる。シリーズは下記3大会で構成され、第1戦・第2戦では大会終了時点でのポイント下位選手を段階的にカットアウトしていき、上位選手のみが次戦へ進む。最終戦の『ツアー選手権』でシーズン総合優勝が決定される。なお2017-18シーズンまで『デルテクノロジーズ選手権』(旧ドイツ銀行選手権) も含まれていた。
| 大会                               | 出場資格         | カットライン | 優勝ポイント |
| ---------------------------------- | ---------------- | ------------ | ------------ |
| フェデックス・セントジュード選手権 | ポイント70位まで | なし         | 2000         |
| BMW選手権                          | ポイント50位まで | なし         | 2000         |
| ツアー選手権                       | ポイント30位まで | なし         | -            |

第2戦まではレギュラーシーズン大会の数倍のポイントが与えられ、ランキング大幅アップのチャンスがある。最終戦の『ツアー選手権』では、第2戦までのポイントランクに応じて初日スタート時のスコアに最大10ストローク差を付けた状態からプレーし、同大会優勝者が自動的にフェデックスカップ総合優勝となる。なお総合優勝者にはフェデックス提供のトロフィーとボーナス賞金2500万ドル、および5年間のPGAツアーシード権が与えられる。
なお、2017-18シーズンまではツアー選手権の優勝者がプレーオフシリーズ総合優勝者とは限らないルールとなっていた。

### プレーオフのポイントリセットについて
2007・2008年はレギュラーシーズン最後のウィンダム選手権後にリセットされた。それまでのポイント1位を10万点とし2位以下には数百点差をつけてスタートした。この方式で行われた2007年にはザ・バークレイズやドイツ銀行選手権に欠場した上位の選手がいた。2007年のタイガー・ウッズはBMW選手権とツアー選手権を連勝で総合優勝を果たした。逆に2008年のビジェイ・シンはザ・バークレイズとドイツ銀行選手権を連勝で勢いをつけ総合優勝した。この年2位だったカミロ・ビジェガスはBMW選手権とツアー選手権を連勝したが及ばなかった。
そのため2009年からはポイントリセットのタイミングを最終戦のツアー選手権とし、それまでのポイント1位を2500点とし上位5位までの選手はツアー選手権に優勝すれば、総合優勝できるようになった。その2009年のツアー選手権はフィル・ミケルソンが優勝したが、彼はリセットの時点のポイントランキングが6位だったため、この大会2位だったタイガーウッズがミケルソンをしのぎ総合優勝した。

## 歴代総合優勝者
| 年     | 優勝者                 | スコア/ ポイント | 2位との差 | プレーオフ | プレーオフ | レギュラーシーズン | レギュラーシーズン | レギュラーシーズン |
| 年     | 優勝者                 | スコア/ ポイント | 2位との差 | 大会数     | 勝数       | 順位               | ポイント           | 大会数             |
| ------ | ---------------------- | ---------------- | --------- | ---------- | ---------- | ------------------ | ------------------ | ------------------ |
| 2007年 | タイガー・ウッズ       | 123,033          | 12,578    | 3          | 2          | 1                  | 30,574             | 13                 |
| 2008年 | ビジェイ・シン         | 125,101          | 551       | 4          | 2          | 7                  | 15,034             | 19                 |
| 2009年 | タイガー・ウッズ (2)   | 4,000            | 1,080     | 4          | 1          | 1                  | 3,341              | 13                 |
| 2010年 | ジム・フューリック     | 2980             | 252       | 3          | 1          | 11                 | 480                | 18                 |
| 2011年 | ビル・ハース           | 2,760            | 15        | 4          | 1          | 15                 | 1,273              | 22                 |
| 2012年 | ブラント・スネデカー   | 4,100            | 1,273     | 4          | 1          | 19                 | 1,194              | 18                 |
| 2013年 | ヘンリク・ステンソン   | 4,750            | 2,007     | 4          | 2          | 9                  | 1,426              | 14                 |
| 2014年 | ビリー・ホーシェル     | 4,750            | 1,650     | 4          | 2          | 69                 | 722                | 23                 |
| 2015年 | ジョーダン・スピース   | 3,800            | 1,493     | 4          | 1          | 1                  | 4,169              | 21                 |
| 2016年 | ローリー・マキロイ     | 3,120            | 740       | 4          | 2          | 36                 | 973                | 14                 |
| 2017年 | ジャスティン・トーマス | 3,000            | 660       | 4          | 1          | 2                  | 2,689              | 21                 |
| 2018年 | ジャスティン・ローズ   | 2,260            | 41        | 4          | 0          | 4                  | 1,991              | 14                 |
| 2019年 | ローリー・マキロイ (2) | −18              | 4打差     | 3          | 1          | 5                  | 2,842              | 18                 |
| 2020年 | ダスティン・ジョンソン | −21              | 3打差     | 3          | 2          | 15                 | 1,071              | 11                 |
| 2021年 | パトリック・カントレー | −21              | 1打差     | 3          | 2          | 3                  | 2,056              | 21                 |
| 2022年 | ローリー・マキロイ (3) | −21              | 1打差     | 3          | 1          | 6                  | 2,104              | 13                 |
| 2023年 | ビクトル・ホブラン     | −27              | 5打差     | 3          | 2          | 7                  | 1,795              | 20                 |
| 2024年 | スコッティ・シェフラー | −30              | 4打差     | 3          | 1          | 1                  | 6,615              | 18                 |

## 歴代プレーオフシリーズ優勝者
| 年     | ザ・バークレイズ               | ドイツ銀行選手権               | BMW選手権                    | ツアー選手権               |
| ------ | ------------------------------ | ------------------------------ | ---------------------------- | -------------------------- |
| 2007年 | スティーブ・ストリッカー (1/2) | フィル・ミケルソン (1/2)       | タイガー・ウッズ (1/4)       | タイガー・ウッズ (2/4)     |
| 2008年 | ビジェイ・シン (1/2)           | ビジェイ・シン (2/2)           | カミロ・ビジェガス (1/2)     | カミロ・ビジェガス (2/2)   |
| 2009年 | ヒース・スローカム             | スティーブ・ストリッカー (2/2) | タイガー・ウッズ (3/4)       | フィル・ミケルソン (2/2)   |
| 2010年 | マット・クーチャー             | チャーリー・ホフマン           | ダスティン・ジョンソン (1/6) | ジム・ヒューリック         |
| 2011年 | ダスティン・ジョンソン (2/6)   | ウェブ・シンプソン             | ジャスティン・ローズ (1/2)   | ビル・ハース               |
| 2012年 | ニック・ワトニー               | ローリー・マキロイ (1/6)       | ローリー・マキロイ (2/6)     | ブラント・スネデカー       |
| 2013年 | アダム・スコット               | ヘンリク・ステンソン (1/2)     | ザック・ジョンソン           | ヘンリク・ステンソン (2/2) |
| 2014年 | ハンター・メイハン             | クリス・カーク                 | ビリー・ホーシェル (1/2)     | ビリー・ホーシェル (2/2)   |
| 2015年 | ジェイソン・デイ (1/2)         | リッキー・ファウラー           | ジェイソン・デイ (2/2)       | ジョーダン・スピース       |
| 2016年 | パトリック・リード (1/2)       | ローリー・マキロイ (3/6)       | ダスティン・ジョンソン (3/6) | ローリー・マキロイ (4/6)   |
| 年     | ザ・ノーザントラスト           | デルテクノロジーズ選手権       | BMW選手権                    | ツアー選手権               |
| 2017年 | ダスティン・ジョンソン (4/6)   | ジャスティン・トーマス (1/2)   | マーク・リーシュマン         | ザンダー・シャウフェレ     |
| 2018年 | ブライソン・デシャンボー (1/2) | ブライソン・デシャンボー (2/2) | キーガン・ブラッドリー (1/2) | タイガー・ウッズ (4/4)     |

| 年     | ザ・ノーザントラスト               | BMW選手権                    | ツアー選手権                 |
| ------ | ---------------------------------- | ---------------------------- | ---------------------------- |
| 2019年 | パトリック・リード (2/2)           | ジャスティン・トーマス (2/2) | ローリー・マキロイ (5/6)     |
| 2020年 | ダスティン・ジョンソン (5/6)       | ジョン・ラーム               | ダスティン・ジョンソン (6/6) |
| 2021年 | トニー・フィナウ                   | パトリック・カントレー (1/3) | パトリック・カントレー (2/3) |
| 年     | フェデックス・セントジュード選手権 | BMW選手権                    | ツアー選手権                 |
| 2022年 | ウィル・ザラトリス                 | パトリック・カントレー (3/3) | ローリー・マキロイ (6/6)     |
| 2023年 | ルーカス・グローバー               | ビクトル・ホブラン (1/2)     | ビクトル・ホブラン (2/2)     |
| 2024年 | 松山英樹                           | キーガン・ブラッドリー (2/2) | スコッティ・シェフラー (1/2) |
| 2025年 | ジャスティン・ローズ (2/2)         | スコッティ・シェフラー (2/2) |                              |

## フォールシリーズ
かつてツアー選手権終了後、7試合で構成されるフォールシリーズが行われていた。ツアー選手権に出場した30名は自動的に来シーズンの出場権を獲得するため、残りのシード枠 (31位～125位) をかけた争いとなっていた。2013シーズンからはウェブドットコムツアーでファイナルズがスタートしたのと、新年度のツアーが9月からの1年間の起終点に改められたため、この制度は廃止された。
2024シーズンからフェデックスカップフォールとして再始動。ZOZO CHAMPIONSHIPも対象。

## 実施の背景
例年ツアー選手権が開催される11月は、アメリカスポーツ界が最も賑わう時期でもある。アメフト (特に大学リーグ) 、更にはメジャーリーグ (野球) のプレーオフなど「主流」スポーツにファンの興味は注がれ、ゴルフ界活性化のためにも「最終戦の時期はずらすべきだ」と多方面で議論されてきた。また例年の賞金王レースでは、早々に賞金王が決定してしまうと、シーズン終盤の興味がそがれることもあり、従来の賞金王レースに加えて、新しいシステムの導入の機運が高まり、フェデックスをスポンサーに迎え、新たにポイント制による新たな制度を導入することとなった。
　このフェデックスカップは日本ツアーにも大きな影響を与える見解があり、というのもツアー選手権に出場した30名はツアー選手権後、実質オフシーズンに突入するが、この時期日本ツアーは高額賞金がかかったビッグトーナメントが開催されており、世界の強豪が日本ツアーでひと稼ぎすべく、大挙して出場する可能性がある。